# Cultura de la violación
Cultura de la violación es un concepto sociológico que describe la violación como un problema social y cultural que es aceptado y normalizado debido a actitudes sociales sobre el género, el sexo y la sexualidad.
De acuerdo con esta definición, los ejemplos de comportamientos comúnmente asociados con la cultura de la violación incluyen culpar a la víctima, cosificación sexual, la trivializacion de la violación, negación de violación o no reconocer el daño de ciertas formas de violencia sexual que no se ajustan a los estereotipos de violación violenta. La cultura de la violación ha sido utilizada para modelar el comportamiento dentro de los grupos sociales, incluidos los casos de violación y las zonas de conflicto donde se utilizan las violaciones de guerra como guerra psicológica. Países enteros han sido también acusados de ser culturas de violación.
El problema de la violación fue una parte importante de los llamados debates feministas sobre la sexualidad en la década de 1970.

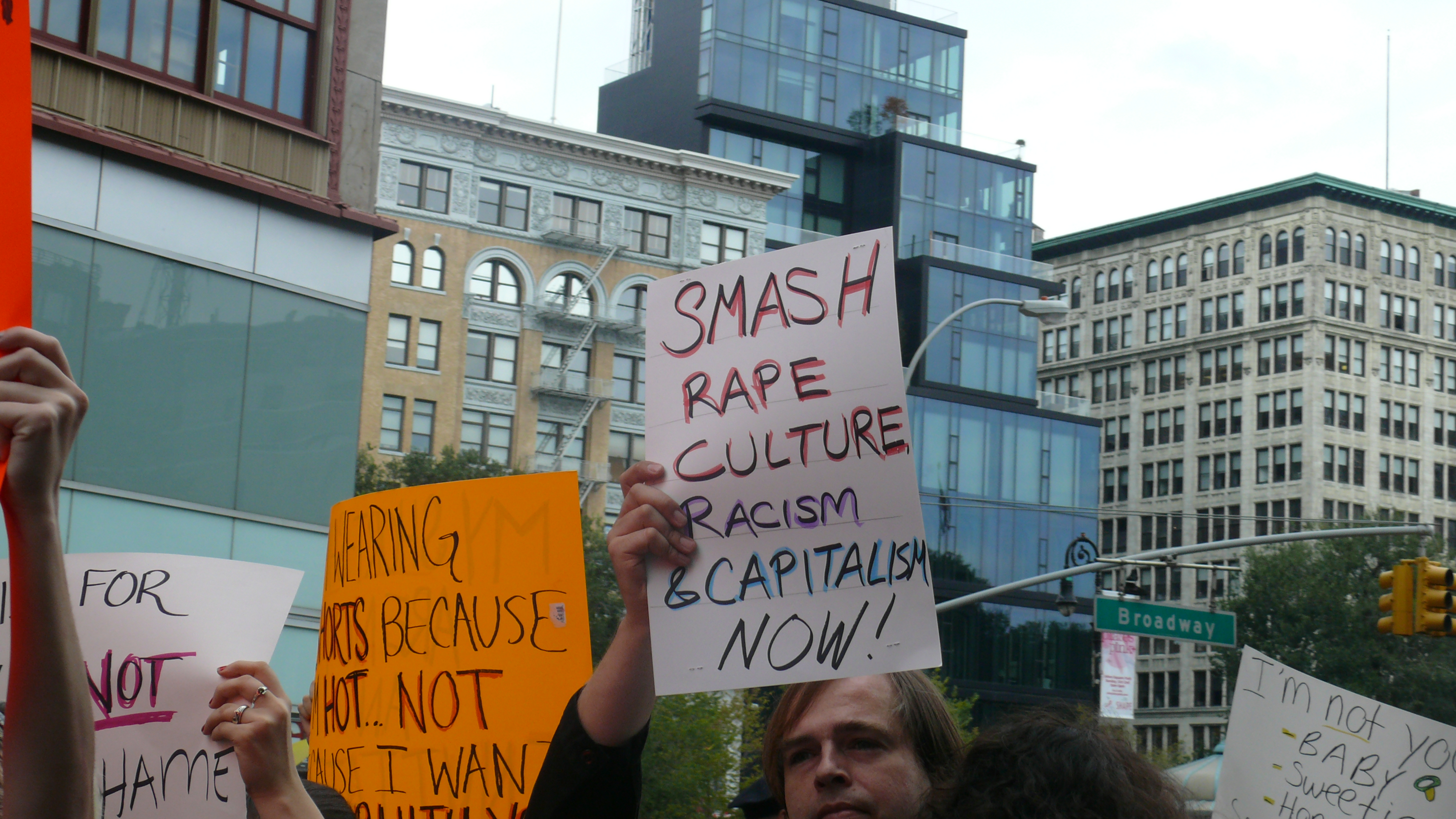
Manifestación en la ciudad de Nueva York, con un cartel que pide acabar con la cultura de la violación, el racismo y el capitalismo.

Hay quien identifica la correlación entre los mitos de violación, la víctima y culpar a la trivialización de la violación con el aumento de la incidencia del racismo, la homofobia, la discriminación por edad, el clasismo, la intolerancia religiosa, y otras formas de discriminación.

## Orígenes y usos
El término "cultura de la violación" fue utilizado por primera vez en la década de 1970 por la Segunda ola del feminismo y se aplicó a la cultura americana contemporánea en su conjunto.
Durante la década de 1970, las feministas de la segunda ola habían comenzado a participar en los esfuerzos de sensibilización diseñados para educar al público acerca de la prevalencia de la violación. Anteriormente, según la canadiense psicóloga y profesora Alexandra Rutherford, la mayoría de los estadounidenses asumieron que la violación, el incesto y maltrato a la mujer rara vez ocurrían. El concepto de cultura de la violación postula que la violación era común y normal en la cultura americana, y que se trata simplemente de una manifestación extrema de la misoginia y el sexismo de la sociedad dominante.
El primer uso publicado del término parece haber sido en 1974 con el trabajo: "Violación: El Primer Libro de Consulta para la Mujer", editado por Noreen Connell y Cassandra Wilson de las feministas radicales de The New York.Este libro, junto con el trabajo de Susan Brownmiller de 1975 "Contra nuestra voluntad: Hombres, mujeres, y la violación", fue uno de los primeros en incluir relatos en primera persona sobre la violación, y dirigidas a hacer el caso de que la violación era mucho más común de lo que se creía anteriormente.En el libro, el grupo declaró que "nuestro objetivo final es eliminar la violación y ese objetivo no puede ser logrado sin una transformación revolucionaria de nuestra sociedad".
La profesora de sociología Joyce E. Williams traza el origen y primer uso de la cultura de la violación para 1975, con el vídeo documental "Cultura de la violación", producido y dirigido por Margaret Lázaro y Renner Wunderlich para los documentales fílmicos de Cambridge, donde la película "atribuye el mérito para definir el concepto".La película discute la violación de hombres y mujeres en el contexto de una gran normalización cultural de la violación. La película contó con el trabajo del centro de crisis de violación DC (DC Rape Crisis Centre) en cooperación con los Presos contra la violación, Inc. (Prisoners Against Rape) Se incluyeron entrevistas con violadores y víctimas, así como prominentes activistas contra la violación como la filósofa y teóloga feminista Mary Daly y el autor y artista Emily Culpepper. La película también explora cómo los medios de comunicación y la cultura popular han perpetuado las actitudes hacia la violación. En un documento sobre Temas Sociales titulado "Redefinición feminista de la violación y la agresión sexual: Fundamentos históricos y el cambio", "Patricia Donat y John D'Emilio sugirieron que el término se originó como "cultura de apoyo a la violación", "en contra de nuestra voluntad". Brownmiller, miembro de las radicales feministas de Nueva York, mostró cómo la academia y el público en general ignoran la existencia de una violación.El libro es considerado un "hito" en el feminismo y la violencia sexual y uno de los pilares de los estudios de la violación moderna.
A mediados de la década de 1970, la frase comenzó a aparecer en múltiples medios de comunicación.

## Visión general
De acuerdo con Michael Parenti, la cultura de la violación se manifiesta a través de la aceptación de las violaciones como un hecho cotidiano, e incluso una prerrogativa masculina. Puede ser exacerbada por la apatía de la policía en el manejo de los casos de violación, así como culpar a la víctima, la renuencia de las autoridades a ir en contra de las normas culturales patriarcales, así como el temor de la estigmatización de las víctimas de violación y sus familias. Otros sociólogos postulan que la cultura de la violación vincula relaciones sexuales no consensuales al tejido cultural de una sociedad, donde las visiones del mundo patriarcales, mezclada con la misoginia y la desigualdad de género, se transmiten de generación en generación, lo que lleva a la generalizada aceptación social e institucional de violación. 
Las feministas y activistas sexuales conceptualizan que la cultura de la violación fomenta la violencia de género, así como "perpetúan mitos sobre la violación", que van desde el tratamiento de la violación como meramente "sexo duro" para culpar a la víctima por haber invitado a la violación. Tales "mitos de violación" son mensajes sociales que ordenan a las mujeres a asumir roles predefinidos de género en relación con el comportamiento sexual. Esta idea se refleja en la violación conyugal. La cultura de la violación perpetúa mitos particulares de violación que luego son codificados en ley. El surgimiento de los conceptos como "violación íntima de pareja"o "violación en el matrimonio" es una de las consecuencias de estos mitos de violación. Además, la cultura de la violación puede manifestarse cuando terceros separan la violencia por parte de la reputación general y el carácter de los autores.
Según Chris O'Sullivan, los actos de sexismo se emplean comúnmente para validar y racionalizar las prácticas misóginas normativas. Por ejemplo, los chistes sexistas pueden fomentar la falta de respeto para las mujeres y un desprecio de su bienestar, o una víctima de violación podría ser culpada por haber sido violada por la forma en que se vestía o actuaba. En el artículo de O'Sullivan, la violencia sexual hacia las mujeres es considerada como algo normal de una sociedad que se refiere a los cuerpos de las mujeres como sexualmente disponibles por defecto.
Según algunos, la causa fundamental de la cultura de la violación es la "dominación y objetivación de las mujeres". Sin embargo, la teoría académica sostiene que la cultura de la violación no necesariamente tiene una sola causa, y las causas pueden ser localizadas o estar basadas en otros aspectos sociales de la cultura. Por ejemplo, en Sudáfrica la primordial "cultura de guerra", que hizo hincapié en la masculinidad y la violencia llevaron a una cultura a normalizarse en la violación de guerra Un documento de la universidad Davis de California alegaba que el acondicionamiento de los roles de género eran las causas principales. Otros dicen que la cultura de la violencia en las mujeres está condicionada a asumir la responsabilidad de la sexualidad masculina, y los roles de género se construyen socialmente haciéndose cumplir en las mujeres a través del miedo.
En un estudio sobre la "violación con acompañante" (date rape), se llevaron a cabo malas comunicaciones basadas en el género como un factor importante para apoyar la cultura de la "violación escolar" (campus rape). La falta de voluntad de la policía de distrito y abogados para perseguir las violaciones donde la fuerza no estaba involucrada o cuando la víctima tenía algún tipo de relación con el agresor también es citada como una motivación para la "violación con acompañante" y "violación escolar". Además, se han reportado casos de escuelas que cuestionan las evidencias de presuntas víctimas, lo que complica aún más la documentación y la vigilancia de las agresiones de los estudiantes, a pesar de esa legislación preventiva como la Ley Clery. Estudios de la Universidad de Harvard revelan que las violaciones escolares son resultado de la falta de castigos severos por parte de la institución hacia los agresores. Dichos agresores suelen realizar la agresión en serie.
La cultura de la violación también está estrechamente relacionada con tildar de prostituta y culpar a la víctima, en donde las víctimas de violación son consideradas culpables de haber sido violadas, y se argumenta que esta conexión se debe a la presencia de una cultura que avergüenza a toda sexualidad femenina. Algunas violaciones no se denuncian a la policía por temor a que no se les crea, esto a menudo se cita como un síntoma de la cultura de la violación, cuando se piensa que la policía no va a creerles a ellos, se cita como una razón de que 6 % de las mujeres que no denuncian la violación.
La pornografía también ha sido blanco de ataques comúnmente como un contribuyente a la cultura de la violación, ya que se dice que contribuyen a los patrones más grandes de opresión. Las feministas enlazan con frecuencia la cultura de la violación a la amplia distribución de la pornografía, que es visto como una expresión de una cultura que objetiviza a las mujeres, reduciendo el cuerpo de la mujer a una mercancía. La fusión de varios motivos pornográficos se ven en los antecedentes de los violadores.
La cultura de la violación puede perpetuarse a través del lenguaje utilizado en las conversaciones cotidianas. La frecuencia de los chistes de violación en el Internet se ha citado como un ejemplo del menosprecio de violación que caracteriza a la cultura de la violación. La "violación en prisión" (prison rape) es un tema sobre el que los chistes son abundantes. Linda McFarlane, director de Just Detention International, afirma que "El humor es parte de la actitud cultural que (la cárcel) es el único lugar donde la violación está bien".

## Prevalencia
Entre los países señalados por los investigadores anglosajones por tener "culturas de la violación" se incluyen India, Estados Unidos, el Reino Unido, Canadá, Australia y Sudáfrica.
Según Diane F. Herman, la cultura genera violadores cuando alienta la socialización de los varones a través de los valores del control, la dominación, la ira, la agresión y la competitividad.

## Efectos
La cultura de la violación ha sido descrita como perjudicial tanto para los hombres como para las mujeres. Algunos escritores y oradores, como Jackson Katz, Michael Kimmel, y Don McPherson, han dicho que está intrínsecamente vinculada a los roles de género que limitan la masculina autoexpresión y causan daños psicológicos a los hombres.Según el politólogo Iris Marion Young, las víctimas de la cultura de la violación viven con el temor de actos aleatorios de violencia sexual opresivo que pretenden dañar o humillar a la víctima.Otros vinculan la cultura de la violación con la modernización y la industrialización, con el argumento de que las sociedades preindustriales tienden a ser "libres" culturas de violación, ya que la condición inferior de la mujer en estas sociedades les dan cierta inmunidad frente a la violencia sexual. En las culturas de violación industriales, las mujeres salen de sus papeles pueden salir de casa y hacer sentir su presencia en el lugar de trabajo y otras áreas tradicionalmente dominadas por los hombres, el aumento de las inseguridades masculinas que llevan a ellos usando la violación como método de lucha contra el. Otros también enlazan la cultura de la violación con inseguridades ambientales, donde los hombres objetivan las mujeres como parte de su lucha por controlar su entorno inmediato. En los hombres que son víctimas de violación se puede notar que se crea “[…] estigma, culpa, y vergüenza que sigue a los sobrevivientes que empiezan a hacer frente a lo que les ha pasado. El rol de la auto culpabilidad en esta vergüenza es prominente, ya que muchos hombres sobrevivientes tienen un sentimiento de culpa por el ataque y se sienten avergonzados de que en alguna manera hayan sido culpables de su victimización.” También está vinculado a la segregación de género, y la creencia de que la violación demuestra masculinidad. Otras manifestaciones de la cultura de la violación incluyen la negación de la violación generalizada, la apatía institucional hacia el problema de la violación, [55] la reducción al mínimo de los casos de violación por parte del gobierno, y violadores como anomalías sociales excusar.

## Culpar a la víctima y tildar de prostituta
Culpar a la víctima es un fenómeno en donde a la víctima de un crimen o de un accidente se le atribuye parcial o completamente la responsabilidad de las transgresiones cometidas hacia ellos. Un ejemplo de esto puedo tomar lugar cuando una víctima de un crimen, en este caso de violación o agresión sexual, es cuestionada por la policía, en el hospital o en la corte con preguntas que sugieren que la mujer ha hecho algo, actuado en cierta manera, o llevaba puesto un atuendo que pudo provocar al hombre, por lo tanto diciendo que las transgresiones contra la víctima fueron su culpa. Este es un ejemplo de culpar a la víctima cometido por las autoridades. Sin embargo esto puede ocurrir alrededor de compañeros de la víctima. También, aunque no hay una gran discusión de la violación facilitada en las casas, la poca información que se puede obtener de las escuelas, o agencias del gobierno,  muchas veces perpetúa la cultura de la violación por el énfasis que se da a las técnicas de “cómo no ser violado”, en vez de “cómo no ser violador.” Estos es problemático por el estigma creado y dirigido contra las víctimas, en lugar de culpar a los violadores.
Tildar de prostituta es una variación de culpar a la víctima, que tiene que ver con la humillación de la conducta sexual. Es descrita como una forma en la que a las personas las hacen sentir culpable o inferiores por ciertos comportamientos o deseos sexuales que se desvían de las expectativas tradicionales u ortodoxas del género.

## La violación en la cultura popular
La representación de la violación sexual es común en los medios de comunicación en masa. Sara Projanski, profesora del departamento de cine y estudio de medios en la Universidad de Utah, hace un análisis de estudios culturales en películas y televisión que nos dice que “a pesar de que el número de representaciones explícitas de violación en el cine han variado durante la historia […] se mantiene un constante número alto de representación en las películas en general.”
En las películas que tratan el tema de la violación se pueden identificar que las mujeres son vistas como vulnerables, aunque la relación entre la vulnerabilidad y las mujeres es compleja pues existen dos tipos de narrativas que pueden ser utilizadas. En primer lugar, están aquellas películas que muestran la vulnerabilidad de la mujer como la causa de la violación. Este tipo de narrativa sugiere que las mujeres deben ser más autosuficientes para evitar ser violadas. El segundo por otro lado muestra como la violación de una mujer independiente la convierte en vulnerable, sugiriendo que el comportamiento independiente (algunas veces incluyendo a la sexualidad) pueden llevar a la violación.: 30 
La violación también es un tema constante en las noticias y se puede notar que la manera en que ciertos eventos son cubiertos puede ser visto como problemáticos desde un punto de vista feminista, ya que muchas veces la violencia hacia las mujeres se ven como accidentes aislados culpando el crimen solamente en el color y clase social del perpetrador.

## La defensa en el ataque sexual y el tratamiento
Enfermeras, doctores y otros miembros del equipo en un hospital son usualmente entrenados para lidiar con el bienestar emocional de las víctimas de violación. Los individuos que trabajan constantemente con víctimas después de la agresión son usualmente las primeras personas que la víctima ve después del evento traumático y pueden jugar un papel importante en su recuperación. El personal de hospital debería mostrar comprensión y un comportamiento atento para ayudar a la víctima a tener un sentido de control y tener una actitud positiva acerca de su futuro a pesar de la experiencia traumática.
Las personas dedicadas a cuidar de las personas que han sido atacadas sexualmente muchas veces juegan un papel importante en la recuperación de las víctimas de violación. Se trata de personal capacitado, ya sea contratados o voluntarios, que trabajan directamente con las víctimas del ataque sexual, informándoles acerca de sus derechos y recursos locales disponibles. Muchas veces entrenan por medios de agencias de servicio social y programas de recuperación para víctimas de agresión sexual, se pueden encontrar individuos especializados en diferentes campos de asesoramiento, asistencia legal, terapia grupal y activismo.

## Marcha de las Putas

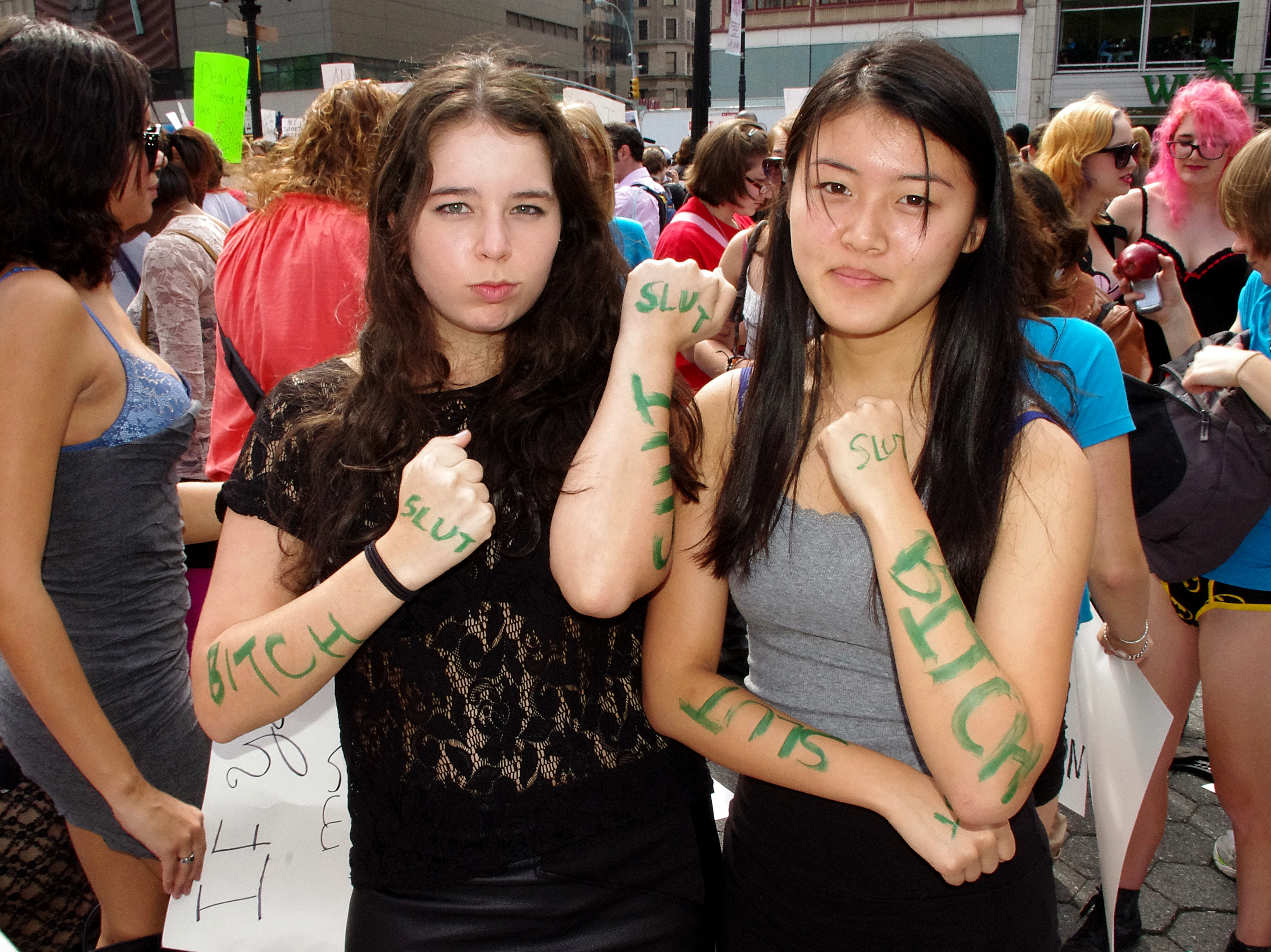
Marcha de las Putas en Nueva York

La Marcha de las Putas es una organización feminista que fue formada en respuesta a la declaración pública hecha por el oficial de la policía de Toronto, Michael Sanguinetti, el 24 de enero de 2011. Mientras hablaba acerca de las violaciones sexuales en universidades en un foro de seguridad de la Universidad de York, Sanguinetti dijo que “las mujeres deberían evitar vestirse como putas para no ser víctimas.”
Los movimientos de la marcha y Besharmi Morcha son acreditados con la popularización del término por medio de informes de protestantes en medios masivos angloparlantes de occidente. Las manifestaciones intentan aumentar la conciencia acerca la cultura de violación – que es definida como una cultura en donde “la violencia sexual es tanto invisible como inevitable – y buscan terminar con la acusación de prostitutas y la culpabilización de las víctimas". Uno de los principales goles de esta organización es destruir el estigma que muchas veces se le da a las víctimas de violación o agresión sexual. Algunas ciudades que han sido sedes se incluyen, pero no se ven limitadas a: (En Estados Unidos) Seattle, Boston, Chicago, Spokane, Austin y Filadelfia.[cita requerida] La "SlutWalk" original tomó lugar en la ciudad de Toronto, Canadá.

## Sociedades sin cultura de la violación
Existen sociedades en las que la violación no es aceptable culturalmente de ninguna manera, que no tienen una cultura de la violación, y en las cuales las violaciones son casi inexistentes.
La antropóloga Peggy Reeves Sanday examinó 156 sociedades tribales primitivas y descubrió que las características  de aquellas tribus que eran proclives a violar eran las más agresivas y guerreras, las que atacaban a otros grupos, las que entraban en guerra, en las que en su seno se daba un alto grado de violencia y en las cuales imperaba  una ideología que exaltaba las fortaleza masculina. En cambio, en aquellas tribus que no eran violentas y en las cuales la violencia interpersonal no era aceptada ni vista como normal como método a la hora de resolver conflictos, raramente se producía alguna violación.
En la sociedad ashanti, que se caracterizaba por la igualdad de los géneros y el respeto por sus mujeres, Robert Sutherland Rattray no encontró ningún rastro de que en su seno se produjeran violaciones.

## Críticas
RAINN,  organización contra la violencia sexual en Norteamérica, redactó un informe detallando las recomendaciones a la Casa Blanca para combatir la violación en los campus universitarios, desacredita el énfasis excesivo en el concepto de cultura de violación como una manera de prevenir la violación y una causa de la violación diciendo, “En los últimos años, ha habido una desafortunada tendencia de culpar a la ‘cultura de la violación’ por el problema extensivo de la violencia sexual en las universidades. Mientras que si ayuda establecer barreras sistemáticas para abordar el problema, es importante no perder de vista un simple hecho: La violación no es causada por factores culturales sino por decisiones conscientes, de un pequeño porcentaje de la comunidad, de cometer un crimen violento.” Se estima que, en las universidades, el 90% de las violaciones son hechas por un 3% de la población masculina, aunque es estipulado que no se tiene un número confiable para las perpetradoras femeninas. RAINN argumenta que la violación es producto del individuo que ha decidido no tomar en cuenta el abrumador mensaje cultural de que la violación es mala. El informe argumenta que una tendencia hacia el enfoque de los factores culturales que supuestamente condenan la violación “tiene el paradójico efecto de hacer más difícil la detención de la violencia sexual, ya que mueve la concentración en el individuo que actuó mal, y aparentemente reduce la responsabilidad de sus propias acciones.”
Caroline Kitchens, en un artículo del 2014 en la revista Time titulado “Es Tiempo de Terminar Con la ‘Cultura de Violación” sugería que “Aunque la violación es ciertamente un problema serio, no hay evidencia de que sea considerada una normal cultural". […] En los campus universitarios, la obsesión con la eliminación de la ‘cultura de violación’ ha llevado a censura e histeria.” Heather MacDonald sugiere que “en una deliciosa ironía histórica, los baby boomers que desmantelaron la arquitectura intelectual de la universidad en favor del sexo desenfrenado y protesta han burocratizado ambos.” Según Joyce E. Williams, “la mayor crítica de la cultura de la violación y la teoría feminista de la cual emana es la implicación monolítica de que en última instancia todas las mujeres son victimizadas por todos los hombres.”
Christina Hoff Sommers ha cuestionado la existencia de la cultura de violación al señalar que el argumento común de que “una de cuatro mujeres será violada durante su vida” está basado en un estudio imperfecto pero frecuentemente citado porque ayuda a los grupos anti-violación de las universidades a recibir fondos. Sommers también ha examinado y criticado muchos otros estudios de violación por su metodología y estados, “Hay muchas investigaciones que estudian la victimización de la violación, pero en estos sus relativamente bajas cifras no generan titulares.”
Sommer y otros específicamente han cuestionado el estudio de 1984 de Mary Koss, usualmente citado, que declara que 1 en cada 4 mujeres universitarias han sido víctimas de violación, atribuyendo carga exagerada a la violación de mujeres y minimizando la incidencia de hombres como víctimas de sexo no consensual. Según Sommers, hasta el 73% de los sujetos en el estudio de Koss no estuvieron de acuerdo con la caracterización de haber sido violados, mientras otros han dicho que el estudio de Koss se enfocó en la victimización de las mujeres, minimizando la significancia de la victimización sexual de los hombres, aunque sus propios datos indican que en uno de cada siete universidades los hombres han sido víctimas de sexo sin consentimiento. Sommers nos dice que Koss deliberadamente delimitó la definición de los encuentros de sexo sin consentimiento para hombres a instancias en donde los hombres fueron penetrados.
Otros escritores, como bell hooks, han criticado el paradigma de la cultura de violación al tener un enfoque muy delimitado; en 1984 ella escribió que se ignora el lugar de la violación en una “cultura de la violencia” general. En 1993 contribuyó con un capítulo de un libro acerca de la cultura de la violación, enfocándose en la cultura de violación en un contexto patriarcal de la cultura negra.
Barbara Kay, una periodista canadiense, ha criticado a la feminista Mary Koss por su discusión de la cultura de la violación, describiendo que la noción de que “la violación representa un comportamiento extremo pero uno que continúa con el comportamiento masculino normal dentro de la cultura” habla “remarcablemente de misandria.
Jadaliyya, una iniciativa académica por el Instituto de Estudios Árabes, publicó otra crítica acerca del concepto de cultura de violación, criticando la apropiación del término por el orientalismo para promover los estereotipos racistas de hombres árabes y musulmanes, así como los estereotipos de acerca de los asiáticos del sur en los medios y academias occidentales. La crítica crea conexiones entre los reportes de prensa demonizando a los hombres del Medio Oriente y el Sur de Asia como “racialmente propensos a violar” y tácticas similares utilizadas por los ingleses como parte de la campaña de propaganda racista Anti-India durante la rebelión de 1857, nombrando a los hombres de la resistencia como violadores.
En 2008 la ONU condujo el ‘Estudio Multinacional de Hombres y Violencia en Asia y el Pacífico’ en seis países a lo largo del continente asiático. Sus conclusiones, publicadas en 2013, parecen indicar que un gran número de hombres en países asiáticos admiten haber participado en alguna forma de violación. La conclusión general del estudio acerca de los altos niveles de violación ha sido reconocido como creíble; sin embargo, se han hecho preguntas acerca de su exactitud, perpetuando el debate de cómo las sociedades perciben la violación y las normas sociales. Una inspección a la metodología del estudio revela preguntas acerca de las definiciones culturales de la violación, el tamaño de la muestra, el diseño del cuestionario, y la exactitud lingüística, lo que subraya los diferentes obstáculos al tratar de cuantificar la prevalencia de la violación.